# دهستان شیخ‌درآباد
دهستان شیخ‌درآباد یکی از دهستان‌های استان آذربایجان شرقی است که در بخش مرکزی شهرستان میانه واقع شده‌است.